# Ochsenhausen
Ochsenhausen é uma cidade da Alemanha, no distrito de Biberach, na região administrativa de Tubinga, estado de Baden-Württemberg.

## História
Por vários séculos, até 1806, a abadia de Ochsenhausen (Reichskloster Ochsenhausen), mencionada pela primeira vez em 1093, foi um estado eclesiástico do Sacro Império Romano-Germânico, governado pelo abade. Em 1806, com a Mediatização Alemã, o território foi anexado pelo Reino de Württemberg, que por sua vez se tornou parte do Império Alemão em 1871.
Ochsenhausen é por vezes chamada de "Reino Barroco dos céus" ("Himmelreich des Barock") por causa de sua arquitetura monástica.